# گو ناکامورا
گو ناکامورا (انگلیسی: Go Nakamura؛ زادهٔ ۲۹ نوامبر ۱۹۸۶) بازیکن فوتبال اهل ژاپن است.
از باشگاه‌هایی که در آن بازی کرده‌است می‌توان به باشگاه فوتبال جوبیلو ایواتا اشاره کرد.